# 阿穆尔航空

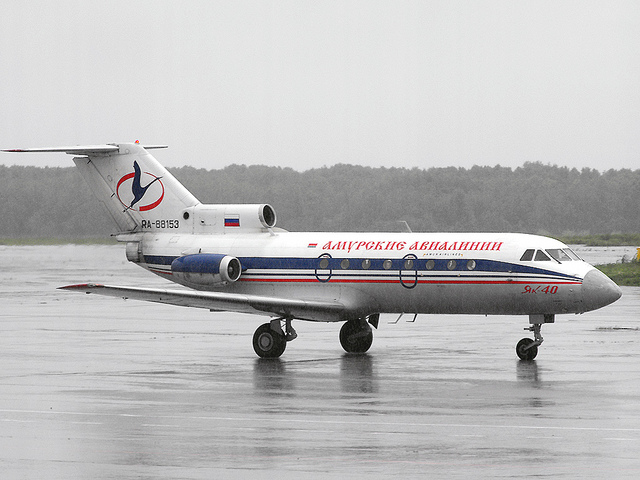
阿穆尔航空公司班机，摄于2009年

阿穆尔航空（Artel Staratelei "Amur" Airlines）曾是一家总部位于哈巴罗夫斯克（伯力）的俄罗斯包机航空公司。

## 事故
2010年6月27日，在哈巴罗夫斯克边疆区北部，一架阿穆尔航空公司米-8直升机在着陆时坠毁，所幸无人伤亡。